# 綾部駅
綾部駅（あやべえき）は、京都府綾部市幸通り東石ヶ坪にある、西日本旅客鉄道（JR西日本）の駅である。

## 乗り入れ路線
山陰本線を所属線としており、舞鶴線を加えた2路線が乗り入れる。当駅は舞鶴線の起点であるが、舞鶴線の列車のうち、一部時間帯の普通列車は山陰本線福知山方面へ直通する他、当駅を始発・終着とする普通列車についても福知山方面との接続が図られている。また、全ての特急は山陰本線京都方面へ直通している。また、当駅で特急に連絡する「リレー号」も運転されている。
特急列車を含む全ての定期旅客列車が停車し、舞鶴方面の特急「まいづる」と福知山方面の特急「きのさき」及び「はしだて」が当駅で分割併合を行う。また、ワンマン列車は他の駅では一部のドアのみ開くが、当駅では全てのドアを開閉する。ただし、深夜帯の列車については他の無人駅と同じドア扱いとなる。
電化前の客車列車全盛期は、当駅で機関車を付け替える光景を見ることが出来た。

## 歴史

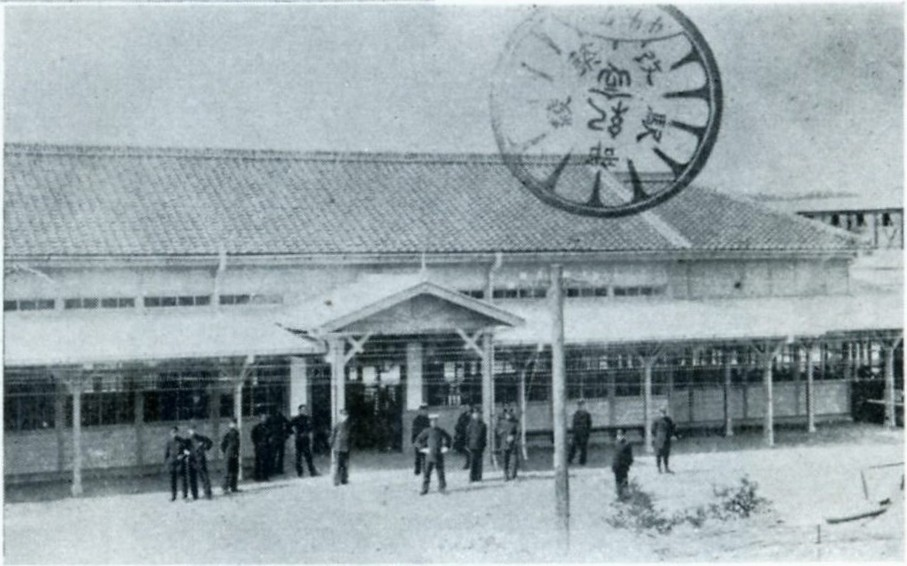
1911年7月改築の2代目駅舎

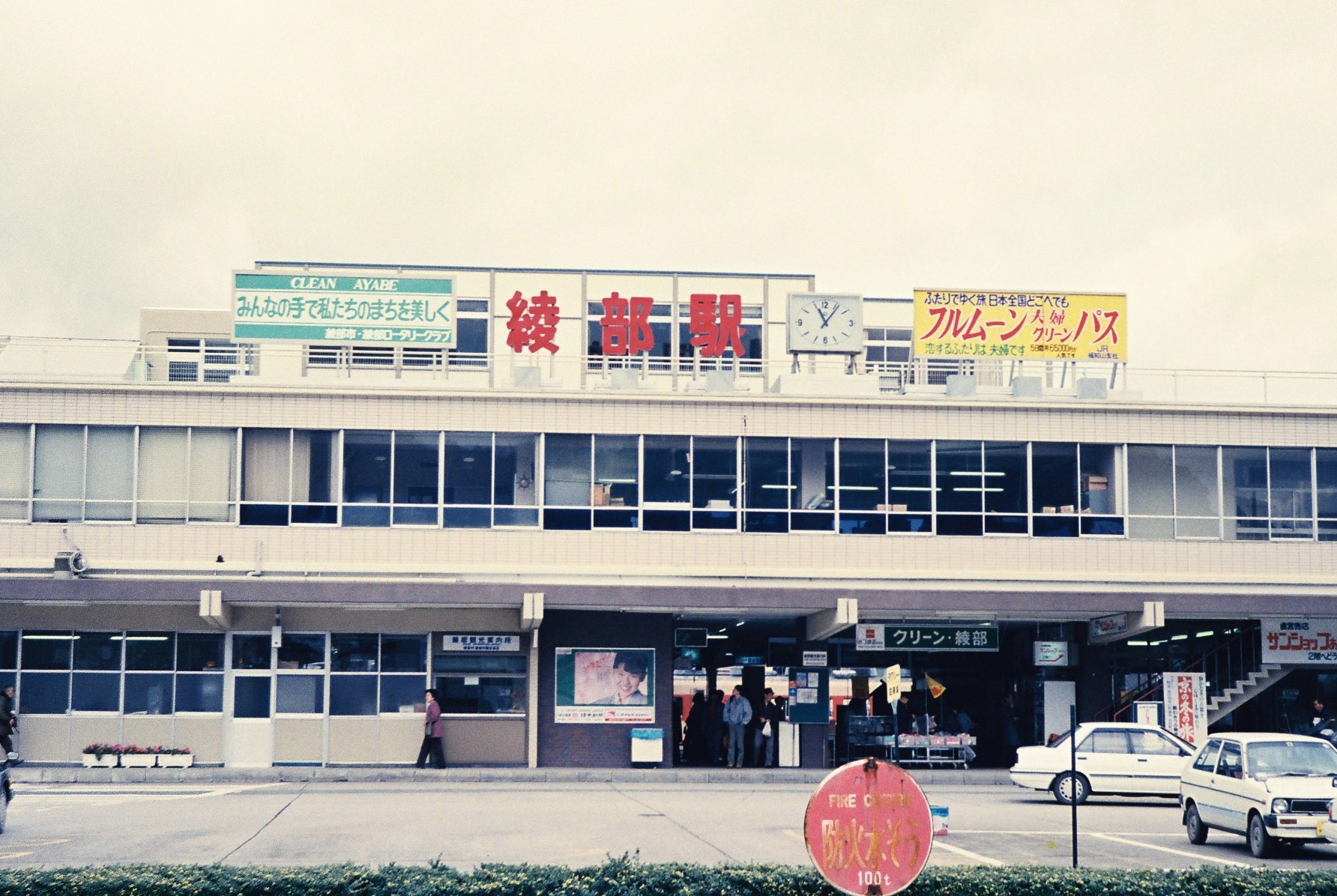
橋上駅舎化前の旧駅舎（1989年3月）

- 1904年（明治37年）11月3日：国有鉄道の駅として、福知山駅 - 新舞鶴駅（現・東舞鶴駅）間開通と同時に開業し、即日阪鶴鉄道に貸与される。旅客・貨物取扱を開始する[2]。
- 1907年（明治40年）8月1日：阪鶴鉄道が国有化される[1][2]。
- 1909年（明治42年）10月12日：線路名称が制定され、阪鶴線所属となる。
- 1910年（明治43年）8月25日：京都線が園部駅から当駅まで延伸し、当駅に乗入れる。
- 1911年（明治44年）7月：駅舎を改築する（2代目）。
- 1912年（明治45年）3月1日：線路名称が改定され、京都線の全区間と阪鶴線の当駅から福知山駅間が山陰本線に編入され、当駅もその所属となる。これに伴い阪鶴線の新舞鶴方は舞鶴線に改称される。
- 1951年（昭和26年）11月14日：昭和天皇の戦後巡幸のお召し列車が到着。待合室に集まった奉迎の高齢者が「お言葉」を賜る[3]。
- 1967年（昭和42年）9月：地下通路が完成し、使用を開始[4]。
- 1974年（昭和49年）5月22日：みどりの窓口の営業を開始[5]。
- 1982年（昭和57年）10月3日：貨物取扱廃止[2]。
- 1985年（昭和60年）3月14日：荷物扱い廃止[2]。
- 1987年（昭和62年）4月1日：国鉄分割民営化により、西日本旅客鉄道（JR西日本）の駅となる[2]。
- 1991年（平成3年）4月1日：舞鶴鉄道部発足により、その管轄となる。
- 1994年（平成6年）：舞鶴鉄道部が、西舞鶴駅構内より当駅構内に移転する。
- 1998年（平成10年）12月31日：この日をもって旧駅舎での営業を終了。
- 1999年（平成11年）
  - 1月1日：橋上駅舎への建て替えに伴い、仮駅舎の使用を開始。
  - 9月25日：橋上駅舎が完成し、仮駅舎での営業を終了[6]。
- 2006年（平成18年）7月1日：舞鶴鉄道部廃止に伴う組織改編により、当駅は西舞鶴駅の被管理駅となる[7]。なお2021年（令和3年）8月時点において、管理駅機能は当駅に置かれている。
- 2021年（令和3年）
  - 2月16日：みどりの窓口の営業を終了。
  - 2月17日：みどりの券売機プラス稼働開始。
  - 3月13日：ICカード「ICOCA」の利用が可能となる[8][9]。
- 2022年（令和4年）
  - 6月1日：管理駅から外れ、福知山駅の被管理駅となる。
  - 10月1日：組織改正により、近畿統括本部福知山管理部の管轄となる。

## 駅構造

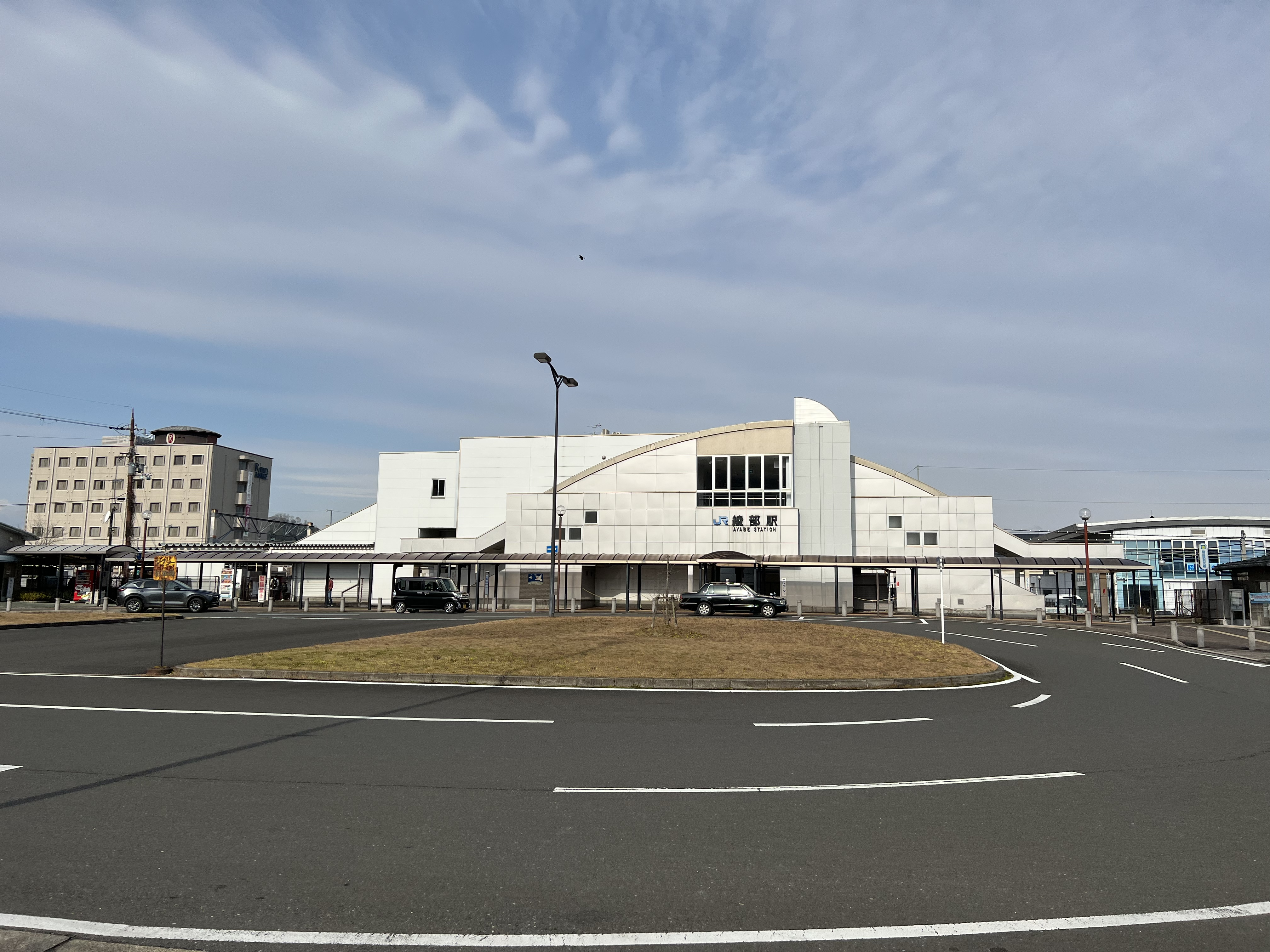
綾部駅ロータリー

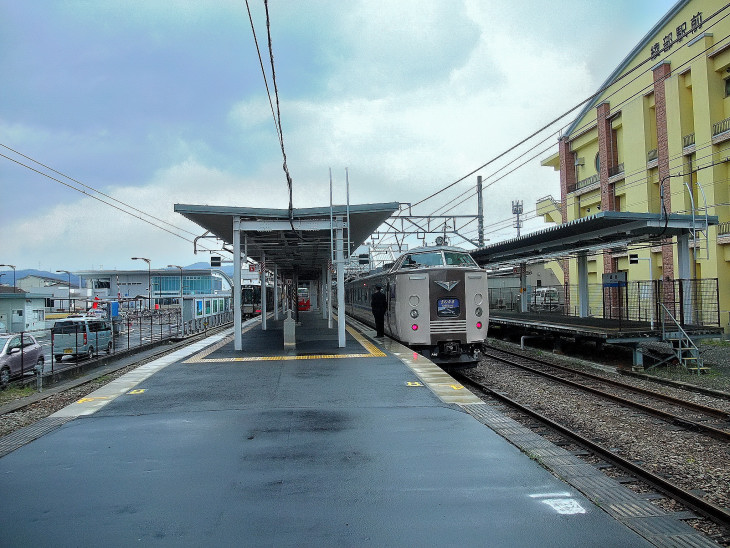
ホーム（2010年4月）

地上駅となっており、京都方面から見て西に線路が延びている。北側より1・2番のりばの島式ホームと、3番のりばの単式ホームが並び、2面3線となっている。園部方・西舞鶴方が単線、福知山方が複線となる列車交換可能駅である。駅舎は橋上駅舎である。エレベーターが4基設置されている（北口・南口・ホーム）。直営駅である。
2021年3月13日からICOCA等の全国相互利用サービスに対応した交通系ICカードが利用可能となったが、自動改札機は設置されず、簡易改札機で対応している。かつては駅弁の販売があったが、業者が交代した後、撤退して以降は販売されていない。かつてはキヨスクも営業を行っていたが2020年11月末をもって閉店した。
かつての駅舎は南側の一箇所のみであり、北側の島式ホームへは地下通路で結ばれていた。また、北口は無く貨物ヤードが広がっていた。

### のりば
| のりば | 路線     | 方向 | 行先               | 備考          |
| ------ | -------- | ---- | ------------------ | ------------- |
| 1・2   | 山陰本線 | 上り | 園部・京都方面     |               |
| 1・2   | 山陰本線 | 下り | 福知山・豊岡方面   |               |
| 1・2   | 舞鶴線   | -    | 西舞鶴・東舞鶴方面 | 一部3番のりば |
| 3      | 山陰本線 | 下り | 福知山・豊岡方面   |               |

付記事項
- 上り本線は2番のりば、下り本線は3番のりばとなっているが、3番のりばが福知山方面からの入線に対応していない他は副本線である1番のりばを含めた3線とも3方向全てへの発車が可能。
- おおむね、東舞鶴方面行きは1番のりば、園部方面行きは2番のりばに、福知山行き普通列車は1番のりば・3番のりばのどちらかに発着することが多い。
- 2008年（平成20年）3月改正以降は京都方面と舞鶴方面の同一ホーム乗換を考慮し、3方向共1・2番のりばへの発着が多数を占めることとなり、3番のりばを使用する列車は一部の福知山方面行きのみ（当駅で舞鶴線へ向かう車両を分割する特急も一部含む）となっていた。しかし、嵯峨野線区間の複線化完成を受けた2010年（平成22年）3月改正で山陰本線のダイヤパターンが大きく変わり、昼間時は当駅で福知山方面の普通列車と京都方面の特急列車が行違うようになったため、始発の舞鶴線列車との兼ね合いから3番のりば発着となる福知山方面の普通列車が増えた。逆に東舞鶴行き特急は1・2番のりばの発着に統一された。

## 利用状況
1日の平均乗車人員は以下の通りである。1日の平均乗降人員は以下の通りである。
| 年度               | 1日平均 乗車人員 | 1日平均 乗降人員 |
| ------------------ | ---------------- | ---------------- |
| 1999年（平成11年） | 1,529            |                  |
| 2000年（平成12年） | 1,504            |                  |
| 2001年（平成13年） | 1,499            |                  |
| 2002年（平成14年） | 1,490            |                  |
| 2003年（平成15年） | 1,504            |                  |
| 2004年（平成16年） | 1,482            |                  |
| 2005年（平成17年） | 1,548            |                  |
| 2006年（平成18年） | 1,507            |                  |
| 2007年（平成19年） | 1,479            |                  |
| 2008年（平成20年） | 1,438            |                  |
| 2009年（平成21年） | 1,367            |                  |
| 2010年（平成22年） | 1,477            |                  |
| 2011年（平成23年） | 1,538            | 3,079            |
| 2012年（平成24年） | 1,595            | 3,187            |
| 2013年（平成25年） | 1,644            | 3,286            |
| 2014年（平成26年） | 1,630            | 3,260            |
| 2015年（平成27年） | 1,620            | 3,244            |
| 2016年（平成28年） | 1,597            | 3,196            |
| 2017年（平成29年） |                  | 3,248            |
| 2018年（平成30年） |                  | 3,180            |
| 2019年（令和元年） |                  | 3,100            |
| 2020年（令和2年）  |                  | 2,472            |
| 2021年（令和3年）  |                  | 2,532            |
| 2022年（令和4年）  |                  | 2,794            |
| 2023年（令和5年）  |                  | 2,946            |

## 駅周辺

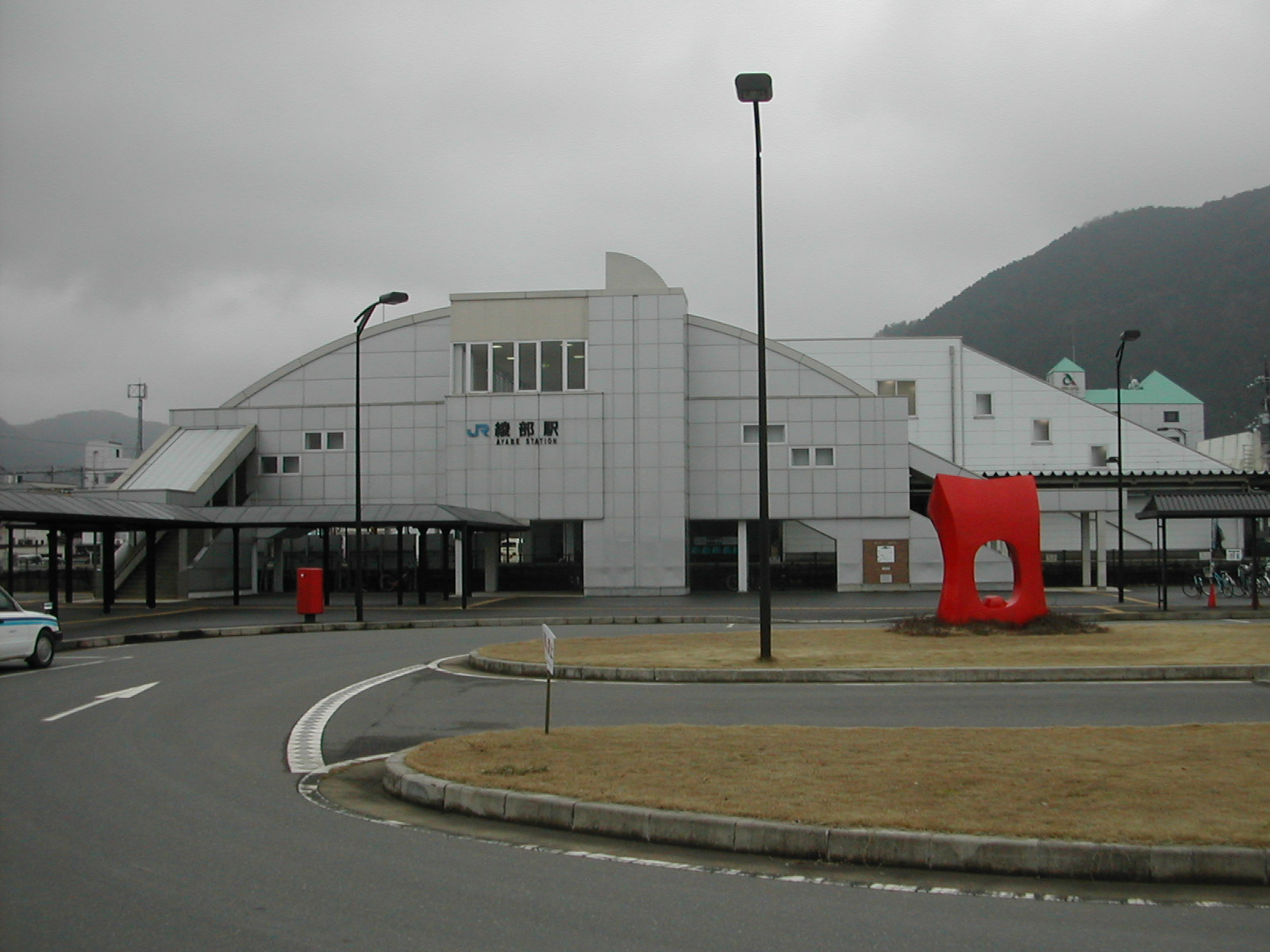
北口（2006年1月）

### 南口
- 綾部市役所
- 宗教法人 大本本部
- 日東精工 本社
- 京都北都信用金庫 綾部中央支店
- 綾部郵便局
- 京都銀行 綾部支店
- 綾部駅前栄温泉

### 北口
かつては駅の北側はあまり開発されていなかったが、駅の橋上駅舎化後は徐々に店舗などが進出している。
- グンゼ 本社
  - グンゼ研究所
  - グンゼ記念館
  - グンゼ博物苑
- R-in綾部（ビジネスホテル）
- 舞鶴鉄道部 - 2006年（平成18年）6月30日をもって廃止。

## 交通

### 路線バス
- あやべ市民バス「あやバス」
- 京都交通：福知山市役所前・福知山駅行き（福知山線）
- 福知山市営バス：三和町方面（川合大原線）
  - 福知山市・旧三和町域から綾部市民病院への便を図るための路線であるが、6往復のみと少なく、日祝と年末年始（12/29 - 1/3）は運休となる。
- みせんバス：弥仙口行き
  - 市北部に位置する於与岐町の自治会が自主運行しており、乗車は利用登録済の於与岐地区住民に限られる。
  - 1日3往復運行されるが、火・木・土・日及び年末年始（12月30日 - 1月3日）・ゴールデンウィーク（5月3日 - 5日）・盆（8月14日 - 16日）は運休となる。

### 高速バス
- 大阪バス（2022年10月1日より運行）[14]
  - 京都駅行き（綾部特急ニュースター号）
  - 京都駅・名古屋駅行き（名古屋福知山特急ニュースター号）
  - 大阪駅前・USJ・鶴橋コリアタウン行き（ 福知山特急ニュースター号）

### タクシー
- 日本交通
- 中央タクシー

## 隣の駅
※特急「きのさき」「はしだて」・「まいづる」の隣の停車駅は各列車記事を参照のこと。
西日本旅客鉄道（JR西日本）
 山陰本線
山家駅 - 綾部駅 - 高津駅
 舞鶴線
（高津駅 -） 綾部駅 - 淵垣駅